# Grèzes, Lot

Grèzes este o comună în departamentul Lot din sudul Franței. În 2009 avea o populație de 161 de locuitori.

## Evoluția populației
| An        | 1975 | 1982 | 1990 | 1999 | 2006 | 2009 |
| --------- | ---- | ---- | ---- | ---- | ---- | ---- |
| Populație | 129  | 138  | 125  | 133  | 157  | 161  |